# Алесандро Ла Мармора
Алесандро Ла Мармора (итал. Alessandro, marchese di La Marmora, 27. март 1799 – 7. јун 1856) био је пијемонтски генерал. Његов млађи брат био је генерал и државник Алфонзо Ла Мармора (1804–1878).

## Војна служба
Основао је лаку пешадију посебног типа коју је највише вежбао у гађању пушком, па је по циљу (итал. bersaglio) названа берсаљери (итал. bersaglieri). Берсаљери ће касније у италијанској војсци играти значајну улогу (као бициклистичке јединице и лаке јединице). У кримском рату (1853-1859) био је командант дивизије Пијемонтског експедиционог корпуса. Умро је на Криму од колере.